# Park Jung Min
Park Jung Min (Hangul: 박정민; Seúl, 3 de abril de 1987) es un artista surcoreano y miembro del grupo juvenil SS501. Hizo su debut musical en Grease y fue el primero de los miembros de SS501 en debutar como solista con su miniálbum "Not Alone". El 2 de julio de 2015, fue reclutado para cumplir con su servicio militar obligatorio, el cual sería finalizado en el año 2017.

## Discografía

### Canciones en solitario con SS501
- 2007: "Here" - Kokoro (Edición Limitada D, Jung-min Ver.)[2]
- 2009: "나 뿐인가요" (Only Me?) - 1st Solo Album (Solo para Taiwán)[3]
- 2009: "하면은 안돼" (If You Can Not) - Solo Collection[4]

### Álbumes y sencillos

#### En coreano
| Año  | Título             | Detalles | Lista de canciones |
| ---- | ------------------ | --- | --- |
| 2011 | Not Alone          | - Fecha de lanzamiento: 20 de enero de 2011 - Sello discográfico: CNr Media - Formato: Sencillo - Idioma: Coreano              | Ver listaLista de canciones 1. Not Alone 2. 넌 알고 있니 (Do You Know?) 3. 내 하루는 매일매일 크리스마스 (Every Day is Christmas) 4. Not Alone [Inst.] 5. 넌 알고 있니 (Do You Know?) [Inst.] 6. 내 하루는 매일매일 크리스마스 (Everyday is Christmas) [Inst.]                       |
| 2011 | The, Park Jung Min | - Fecha de lanzamiento: 1 de abril de 2011 - Sello discográfico: CNr Media - Formato: Mini Álbum - Idioma: Coreano             | Ver listaLista de canciones 1. 눈물이 흐를 만큼 (Like Tears are Falling) 2. 가라 가라 (Go Go) 3. Not Alone 4. 넌 알고 있니 (Do You Know?) 5. 내 하루는 매일매일 크리스마스 (Everyday is Christmas) 6. 눈물이 흐를 만큼 (Like Tears are Falling) [Inst.] 7. 가라 가라 (Go Go) [Inst.] |
| 2012 | Beautiful          | - Fecha de lanzamiento: 14 de noviembre de 2012 - Sello discográfico: Yamaha A&R, CJ E&M - Formato: Sencillo - Idioma: Coreano | Ver listaLista de canciones 1. "Beautiful" 2. "있잖아요" (You Know) with Zuwan of Viva Soul 3. "Beautiful" [Acoustic Version] 4. "Beautiful" [Instrumental] |

#### En japonés
| Año  | Título                       | Detalles | Lista de canciones |
| ---- | ---------------------------- | --- | --- |
| 2011 | Wara Wara The, Park Jung Min | - Fecha de lanzamiento: May 25 de mayo de 2011 - Sello discográfico: CNr Media, Warner Music Japan - Formato: Mini Álbum - Idioma: Japonés                                     | Ver listaLista de canciones 1. 涙、流れるほど (Like Tears are Falling) [Jap. Ver.] 2. Wara Wara [Jap. Ver.] 3. Not Alone [Jap. Ver.] 4. 君は知ってる？～届かないメッセージ～ (Do You Know?) [Jap. Ver.] 5. 毎日クリスマス (Everyday is Christmas) [Jap. Ver.] 6. 涙、流れるほど [Inst.] 7. Wara Wara [Inst.] 8. Not Alone [Inst.] 9. 君は知ってる？～届かないメッセージ～ [Inst.] 10. 毎日クリスマス [Inst.] |
| 2012 | Give Me Your Heart           | - Fecha de lanzamiento: 5 de septiembre de 2012 - Sello discográfico: Colourful Records/Victor Entertainment - Formato: Sencillo - Idioma: Japanese - Info: Lanzado como ROMEO | Ver listaLista de canciones Jacket A (First Press Limited Edition) - CD 1. Give Me Your Heart 2. Devil 3. Give Me Your Heart [Inst.] - DVD 1. Give Me Your Heart P/V 2. ROMEO Trailer Clip - Goodies 1. Lyrics book in poster-form 2. Photo Card (A,B,C; just 1 randomly given) Jacket B (First Press Limited Edition) - CD 1. Give Me Your Heart 2. Devil 3. Give Me Your Heart [Inst.] - Goodies 1. Photo Card File 2. Deluxe Case 3. Photo Card (D,E; both given) Normal Edition - CD 1. Give Me Your Heart 2. Taste The Fever 3. Give Me Your Heart [Inst.] - Goodies 1. Photo Card (F; limited) |
| 2012 | Tonight's The Night          | - Fecha de lanzamiento: 31 de octubre de 2012 - Sello discográfico: Colourful Records/Victor Entertainment - Formato: Sencillo - Idioma: Japonés - Info: Lanzado como ROMEO    | Ver listaLista de canciones Jacket A (Limited Edition) - CD 1. Tonight's The Night 2. I. The Dawn -沈黙-（Romeo - Sound Story） 3. 君を、守りたい (I Want To Protect You) 4. Tonight's The Night [Inst.] Jacket B (Limited Edition) - CD 1. Tonight`s The Night 2. II. The Moon -蒼い月-（Romeo - Sound Story） 3. Lover`s Spirit 4. Tonight`s The Night [Inst.] Jacket C (Limited Edition) - CD 1. Tonight`s The Night 2. III. The Touch -輪郭-（Romeo - Sound Story） 3. Hide and Seek Love 4. Tonight`s The Night [Inst.] Jacket D (Limited Edition) - CD 1. Tonight`s The Night 2. IV. The Thirst -渇望-（Romeo - Sound Story） 3. Sin 4. Tonight`s The Night [Inst.] Normal Edition - CD 1. Tonight's The Night 2. V. The Fate -彷徨- (Romeo - Sound Story) 3. Dream Out Loud 4. Tonight's The Night [Inst.] |
| 2012 | Midnight Theatre             | - Fecha de lanzamiento: 19 de diciembre de 2012 - Sello discográfico: Colourful Records/Victor Entertainment - Formato: Álbum - Idioma: Japonés - Info: Lanzado como ROMEO     | Ver listaLista de canciones Jacket A (Limited Edition) - CD 1. Act I (The Awakening) 2. Until The End Of Time 3. Devil 4. Sin 5. Tonight`s The Night 6. Act II (The Heart) 7. Lover`s Spirit 8. Give Me Your Heart 9. 君を、守りたい ( I want to protect you) 10. No Turning Back 11. Act III (The Desire) 12. One More Night 13. Hide and Seek Love 14. Voyage - DVD 1. 「ROMEO 2nd CONTACT」スペシャル映像 2. 「Tonight’s the Night」 Music Video ～ Short Ver.～ - Goodies 1. Special Booklet Jacket B (Limited Edition) - CD 1. Act I (The Awakening) 2. Until The End Of Time 3. Devil 4. Sin 5. Tonight`s The Night 6. Act II (The Heart) 7. Lover`s Spirit 8. Give Me Your Heart 9. 君を、守りたい ( I want to protect you) 10. No Turning Back 11. Act III (The Desire) 12. One More Night 13. Hide and Seek Love 14. Voyage - Goodies 1. 5 photocards, lyric poster, photo sleeve Normal Edition - CD 1. Act I (The Awakening) 2. Until The End Of Time 3. Devil 4. Sin 5. Tonight`s The Night 6. Act II (The Heart) 7. Lover`s Spirit 8. Give Me Your Heart 9. 君を、守りたい ( I want to protect you) 10. No Turning Back 11. Act III (The Desire) 12. One More Night 13. Hide and Seek Love 14. Voyage - Goodies 1. One photo card for first production only |

### Contribuciones para banda sonora
| Año  | Información                                               | Contribución               |
| ---- | --------------------------------------------------------- | -------------------------- |
| 2010 | Superstar OST - Lanzamiento: 9 de marzo de 2010           | - "나 뿐인가요" (Only Me?) |
| 2011 | Love Song In August OST - Lanzamiento: julio de 2011      | - "君色" (Your Color)      |
| 2011 | The Princess' Man OST - Lanzamiento: 17 de agosto de 2011 | - "그립다" (Missing You)   |
| 2012 | Fondant Garden OST - Lanzamiento: abril de 2012           | - "壞人" (Bad Person)      |

### Videos musicales
| Año  | Canción                                               | Álbum                       |
| ---- | ----------------------------------------------------- | --------------------------- |
| 2011 | "Not Alone"                                           | Not Alone                   |
| 2011 | "눈물이 흐를 만큼" (Like Tears are Falling)           | The, Park Jung Min          |
| 2011 | "涙、流れるほど" (Like Tears are Falling) [Jap. Ver.] | Wara Wara The Park Jung Min |
| 2012 | "Give Me Your Heart"                                  | Give Me Your Heart          |
| 2012 | "Tonight's The Night"                                 | Tonight's The Night         |
| 2012 | "Beautiful"                                           | Beautiful                   |